# Bludnaja (affluente della Pëza)
La Bludnaja è un fiume della Russia europea settentrionale, affluente di sinistra della Pëza (bacino idrografico del Mezen'). Scorre nei rajon Lešukonskij e Mezenskij dell'Oblast' di Arcangelo.
Il fiume, che è uno dei due rami sorgentizi della Pëza, ha origine tra le paludi nella parte centrale dei Timani e scorre in direzione settentrionale in un'area disabitata. Lungo il fiume ci sono delle piccole rapide. Unendosi alla Ročuga dà origine al fiume Pëza. Ha una lunghezza di 150 km, il suo bacino è di 1 390 km².